# Estádio de Limbe
O Estádio de Limbe (em francês: Stade de Limbe) é um estádio multiuso localizado na cidade de Limbe, nos Camarões, inaugurado em 26 de janeiro de 2016. Trata-se de um dos poucos estádios do mundo construído sobre uma colina e que possui uma vista impressionante para as águas do Golfo da Guiné. 
Em 2019, foi escolhido pela Federação Camaronesa de Futebol para ser uma das sedes oficiais do Campeonato das Nações Africanas de 2020 e do Campeonato Africano das Nações de 2021, realizado no país. Sua capacidade máxima é de 20 000 espectadores.